# Giuseppe Merosi
Giuseppe Merosi, (né le 8 décembre 1872 à Plaisance - 27 mars 1956 à Lecco) est un ingénieur automobile chez Alfa Romeo.

## Biographie
Né à Plaisance, Giuseppe Merosi fut un très réputé ingénieur automobile italien. Après la fin de ses études techniques et son diplôme de géomètre-expert et son service militaire, il crée en 1893 une petite entreprise de construction de bicyclettes qui restera en activité jusqu'en 1898, date à laquelle il est recruté par la société "Orio & Marchand", une importante société de Plaisance pour laquelle il concevra des automobiles et des cycles motorisés jusqu'à l'été 1904. Il est alors recruté par le bureau d'études de FIAT où il participera activement à la conception de plusieurs voitures de compétition. À la fin de l'année 1905, il déménage à Milan, où il est recruté par la société "Lentz" pour concevoir une voiture qui ne sera construite qu'en trois exemplaires. À l'automne 1906 il est recruté par la société Bianchi où il travaillera jusqu'en septembre 1909.
En 1910, il est recruté par le constructeur automobile italien Alfa Romeo et est nommé  directeur technique et chef du département projets de la nouvelle Usine Alfa Romeo de Portello à Milan. La première automobile qu'il conçut fut l'ALFA 24 HP.
NDR : À cette époque le nom Alfa Romeo n'existait encore pas, c'était simplement A.L.F.A. - Anonima Lombarda Automobili. Nicola Romeo ne changera le nom ALFA en Alfa Romeo qu'en août 1915.
L'ALFA 24 HP fut présentée le 24 juin 1910. Elle disposait d'un moteur conçu par G. Merosi d'une cylindrée de 4.084 cm³ développant une puissance extraordinaire de 42 ch, ce qui lui permettait d'atteindre sans difficulté la vitesse fantastique de 100 km/h. La voiture connut un énorme succès, rien que la première année, il s'en vendit 50 exemplaires.
En 1914, G. Merosi conçoit le premier moteur avec un système de distribution  DOHC-double arbre à cames à 16 soupapes, 8 soupapes d'aspiration et 8 d'échappement, sur un moteur à 4 cylindres de 4.500 cm³ de cylindrée. Ce moteur équipa une voiture de compétition.
L'activité de G. Merosi continua durant la Première Guerre mondiale avec la réalisation de groupes électrogènes et des compresseurs pour des utilisations militaires. À la demande de Nicola Romeo, il est nommé responsable de la société "Officine Ferroviarie Meridionali" durant la période 1917-1918 mais il reprendra dès 1919 son activité d'ingénieur concepteur motoriste civil qui était devenue celle qui vit encore de nos jours : Alfa Romeo. Il se distinguera avec de nouveaux moteurs à deux arbres à cames en tête. Au tout début des années 1920, il présentera la luxueuse berline Alfa Romeo G1.
Merosi a toujours accordé une grande importance à la compétition automobile, donc aux courses pour assurer le développement de l'entreprise et affirmer son image. En 1911, la société ALFA participa pour la première fois à la Targa Florio avec une ALFA 24HP. La première victoire de cette course pour la marque ne sera acquise qu'en 1923.
Les voitures suivantes, de véritables voitures de course, furent les Alfa RL, Alfa RM et Alfa P1.
Au mois d'avril 1926, Giuseppe Merosi quitte la société Alfa Romeo où Vittorio Jano le remplacera. Il travaillera pour d'autres constructeurs automobiles comme Isotta Fraschini. Il fera son retour chez Alfa Romeo pendant la Seconde Guerre mondiale de 1941 à 1943. Il est décédé à l'âge de 84 ans à Lecco.